# Branchiocerianthus reniformis
Branchiocerianthus reniformis is een hydroïdpoliep uit de familie Corymorphidae. De poliep komt uit het geslacht Branchiocerianthus. Branchiocerianthus reniformis werd in 1918 voor het eerst wetenschappelijk beschreven door Broch. 